# Gerrie Britz
Pour l’article homonyme, voir Britz.
Pas d'image ? Cliquez ici

a Compétitions nationales et continentales officielles uniquement.

b Matchs officiels uniquement.
Dernière mise à jour le 17 juillet 2012.
 Gert (Gerrie) Jacobus Johannes Britz, né le 14 avril 1978 à Bloemfontein (Afrique du Sud), est un joueur de rugby à XV qui a joué avec l'équipe d'Afrique du Sud. Il évoluait au poste de deuxième ligne (1,98 m pour 117 kg). Il a pris sa retraite sportive en 2012.

## Carrière

### En club et province
- Province
  - Free State Cheetahs
  - 2004-2007 : Western Province

- Club
  - 2002-2003 : Bulls
  - 2003-2004 : Cats
  - 2004-2006 : Stormers
  - 2007-2012 : USA Perpignan

### En équipe nationale
Il a disputé un premier test match le 12 juin 2004 contre l'équipe d'Irlande.

## Palmarès

### En club
Avec l'USA Perpignan
- Championnat de France :
  - Champion (1) : 2009

### En équipe nationale
- 13 sélections en équipe d'Afrique du Sud depuis 2004.
- 0 point.
- Sélections par année : 10 en 2004, 1 en 2005, 1 en 2006, 1 en 2007.